# Ивановское (село, городской округ Истра)
Ивановское — село (до 2018 года — деревня) в городском округе Истра Московской области России, до 2017 года — в составе сельского поселения Ермолинское Истринского района Московской области. Население — 132 чел. (2010), в селе 1 улица — Дачная.
Расположено на левом берегу реки Даренки, примерно в 5 км на восток от Истры, высота над уровнем моря — 182 м. На юго-востоке село вплотную примыкает к Агрогородку, на северо-востоке, за речкой Даренкой — Алексино и в 300 м на запад — село Дарна, у западной окраины села проходит кольцевая автодорога.

## Население
| 2002 | 2006 | 2010 |
| ---- | ---- | ---- |
| 147  | ↘126 | ↗132 |